# Montereggio (Farini)
Montereggio è una frazione del comune italiano di Farini, in provincia di Piacenza. Si trova sull'Appennino ligure, in alta val Nure, a un'altezza di 691 m s.l.m., nella zona meridionale del territorio comunale, non lontano dal borgo medievale di Bardi e da Ferriere.

## Geografia fisica
Montereggio si trova nella valle del torrente Lardana, affluente del Nure, in una conca circondata dalle cime del monte Burrasca, del Groppo e della Roccia Cinque Dita.

## Origini del nome
La tradizione popolare fa derivare il nome Montereggio da un fatto accaduto nel tardo medioevo. Secondo la tradizione, sembra che un'importante personalità del tempo, forse una regina, trovandosi in difficoltà durante un pellegrinaggio lungo la via Romea, trovò accoglienza e riparo presso gli abitanti del posto. Come ringraziamento e a perpetuo ricordo della generosità degli abitanti, fu concesso l'uso dell'appellativo di Monte Regis o Mons Regis.
Secondo un'altra ipotesi, il nome Montereggio deriverebbe dalla concessione di un beneficio regale da parte del re longobardo Agilulfo all'abbazia di San Colombano di Bobbio che aveva fondato in questo luogo un presidio per l'assistenza ai pellegrini.

## Storia
La zona di Montereggio fu abitata fin dall'epoca romana; a testimonianza del fatto sono stati ritrovate monete e reperti in cotto.
A partire dal IV/V secolo sorse in località Castello di Montereggio, ad opera dei monaci dell'abbazia di San Colombano di Bobbio, dietro concessione ricevuta da parte del re longobardo Agilulfo, la pieve dedicata ai santi Gervaso e Protaso, edificata in stile romanico, che era, in origine, affiancata ad un castello, poi andato distrutto, da cui deriva il toponimo.
Il primo documento ufficiale in cui viene citato il paese è un atto notarile del 1022 riguardo alla divisione del patrimonio tra i figli del nobile Plato de Platis: l'atto stabilisce che la zona di Montereggio fosse proprietà del figlio Luxardo, capostipite della famiglia Lusardi. La zona fu, poi, di proprietà delle famiglie Landi e Nicelli.
Nel 1805 Antonio Boccia la descrive così
I corpi di case sono: Le Muline - il Poggiolo - le case dei Figoni -  le Case, dove nei tempi andati eravi un castello assai nominato nelle storie, del quale anche oggi veggonsi gli avanzi.
Il territorio è bagnato dai rivi: Luscaro, dei Ronchi, Riano.
Gli abitanti di Montereggio sono tutti emfiteoti e pagano il canone in contanti alla Camera di Compiano.»
Fra la fine dell'Ottocento e gli inizi del novecento molti abitanti della zona sono emigrati in Francia, dove, così come molti altri italiani venivano definiti macaroni. François Cavanna li descrive nella sua opera Les ritals.
In età napoleonica Montereggio pagava i tributi al distretto di Compiano, alla famiglia Landi. Con l'istituzione dei comuni, divenne frazione del comune di Boccolo dei Tassi.
Nel 1926 Montereggio, con le limitrofe le località di Le Moline, Castello, La Ca', Fornelli, Ca' dei Ratti, Piano dei Molini, Ca' dell'Oste, Peche, Orlandazzo, Manfredello, Sidoli e la dorsale ovest della costa della Strinata sino allo spartiacque, fino a quel momento parte del comune di Boccolo dei Tassi, che era stato distaccato dalla provincia di Piacenza ed aggregato alla provincia di Parma 3 anni prima, venne aggregato al comune di Farini d'Olmo.

## Monumenti e luoghi d'interesse
- Chiesa di sant'Andrea: costruita nel 1582, presenta una facciata a capanna con un unico portale, sopra al quale si trova un dipinto raffigurante la madonna del Carmelo[9].
- Chiesa di Sant'Anna: risalente al X secolo, sorge nel luogo dove sorgevano la pieve dei santi Gervasio e Protaso ed il castello, fu chiesa parrocchiale fino al 1559[10].
- Torre di Manfredello: torre, originariamente parte di un più ampio castello dedito al controllo dei passaggi tra le valli situata nella località Cà dell'Oste, sul monte Burrasca[11].

## Geografia antropica
Montereggio è la frazione maggiore, nelle sue vicinanze sono presenti le località di Liscato, Casa Bracchi, Le Moline, Le Seghè, Le Pesche, Casa dell'oste, Il Poggiolo, Il Castello, La Cà, Cà Ratti, Fornelli, Passo Pianazze, località posta sullo spartiacque tra la val Nure e la val Ceno, al confine con la provincia di Parma, e Manfredello.